# Экстремалы
«Экстремалы» (англ. Extreme Ops) — остросюжетный боевик режиссёра Кристиана Дюгей. Премьера прошла 27 ноября 2002 года. В главных ролях Девон Сава, Руфус Сьюэлл, Руперт Грейвз и Бриджитт Уилсон; съёмки проходили в швейцарских и австрийских Альпах, а также в США.

## Сюжет
Коммерческий директор рекламного проекта собирает группу спортсменов экстремальных видов спорта для съёмок. Режиссёр принимает решение отправиться в горы для съёмок сюжета на природе. Команда размещается в недостроенном отеле в горах, где они натыкаются на прячущихся неподалёку террористов, заподозривших их в слежке. Решив убить ненужных свидетелей, профессиональные убийцы находят экстремалов на съёмках в горах, но используя собственные навыки и умения, молодые люди должны найти выход из ситуации.

## Актерский состав
| В ролях              |  | Персонаж |
| -------------------- |  | -------- |
| Девон Сава           |  | Уилл     |
| Бриджитт Уилсон      |  | Хлои     |
| Руперт Грейвс        |  | Джефри   |
| Руфус Сьюэлл         |  | Йэн      |
| Хайно Ферх           |  | Марк     |
| Джо Эбсолом          |  | Сайло    |
| Яна Палласке         |  | Китти    |
| Jean-Pierre Castaldi |  | Зоран    |
| Лилиана Коморовска   |  | Яна      |